# Placidochromis turneri
 Placidochromis turneri és una espècie de peix d'aigua dolça de la família dels cíclids i de l'ordre dels perciformes del al llac Malawi (Malawi i Tanzània, Àfrica oriental). Els adults poden assolir els 8,6 cm de longitud total.
Va rebre l'epítet turneri en honor del naturalista britànic George Turner, estudiós de la fauna i ecologia del llac Malawi.